# Ofryssläktet

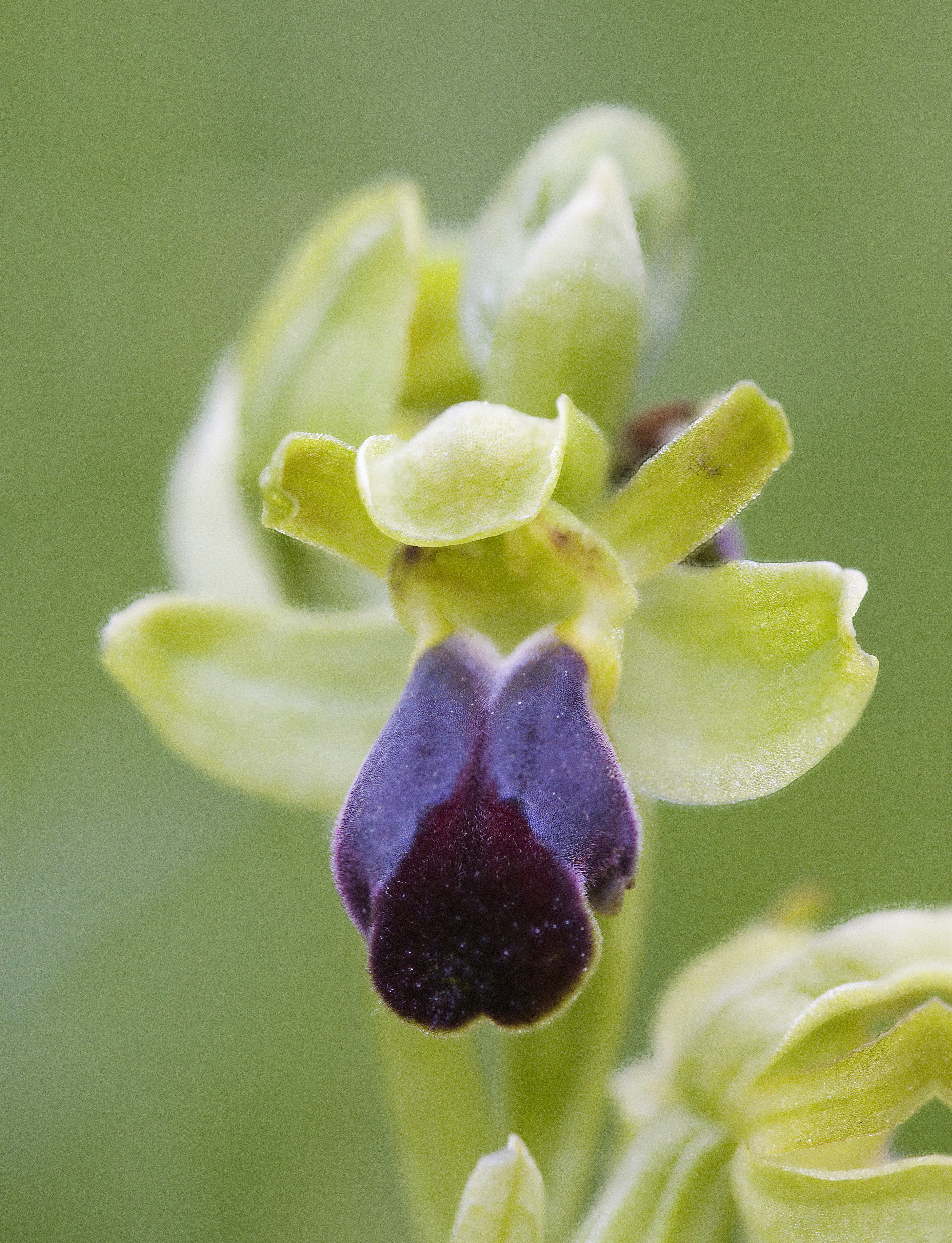
Ophrys sulcata

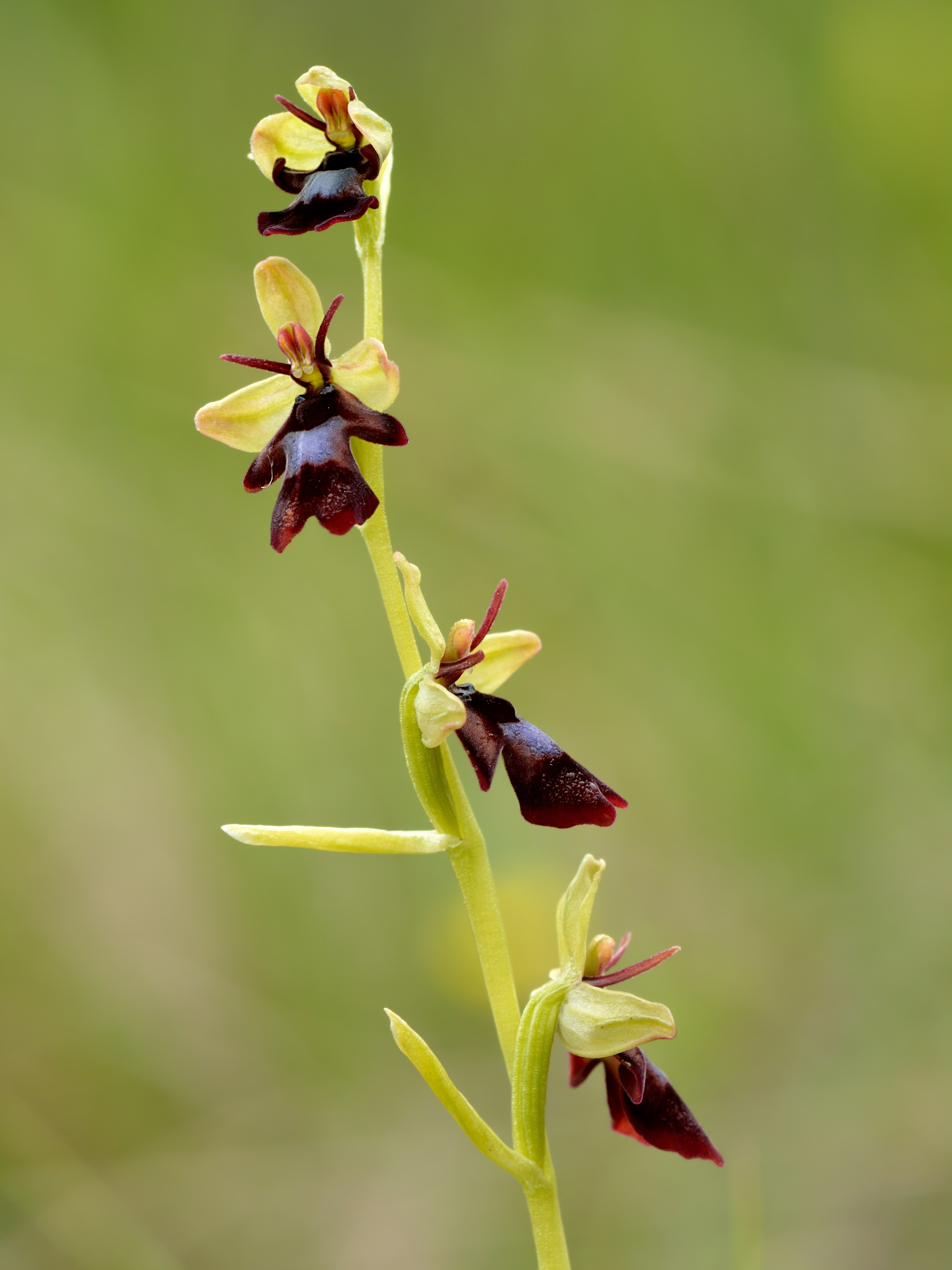
Ophrys insectifera

Ofryssläktet eller Ofrysar (Ophrys) är ett släkte i familjen orkidéer. Det finns många naturliga hybrider. Typarten för släktet är flugblomster (Ophrys insectifera) (Linné 1753). Namnet flugblomster kommer från att flera arter i släktet har en insektsliknande blomma, ett exempel på så kallad Pouyannes mimikry. Det vetenskapliga namnet Ophrys kommer från grekiskan, och betyder 'ögonbryn', och syftar på den håriga läppkant som flera arter har.
Ofryssläktets arter är markväxande orkidéer som huvudsakligen växter runt Medelhavet, men som även återfinns i centrala och södra Europa, i Nordafrika, i Anatolien upp till Kaukasusbergen. De räknas som den viktigaste gruppen av europeiska markväxande orkidéer.

## Arter
Följande 142 arter ingår i släktet enligt Catalogue of Life:
- Ophrys aghemanii
- Ophrys albertiana
- Ophrys apicula
- Ophrys apifera
- Ophrys aquilana
- Ophrys arachnitiformis
- Ophrys araniferiformis
- Ophrys argolica
- Ophrys atlantica
- Ophrys barbaricina
- Ophrys battandieri
- Ophrys baumanniana
- Ophrys bertolonii
- Ophrys bombyliflora
- Ophrys borgersiae
- Ophrys boscoquartensis
- Ophrys bourlieri
- Ophrys brigittae
- Ophrys campolati
- Ophrys carica
- Ophrys carpinensis
- Ophrys carquierannensis
- Ophrys chobautii
- Ophrys cicmiriana
- Ophrys cilicica
- Ophrys circaea
- Ophrys clapensis
- Ophrys cranbrookeana
- Ophrys cugniensis
- Ophrys delphinensis
- Ophrys devenensis
- Ophrys diakoptensis
- Ophrys eliasii
- Ophrys emmae
- Ophrys epidavrensis
- Ophrys ettlingeriana
- Ophrys extorris
- Ophrys feldwegiana
- Ophrys fernandii
- Ophrys ferruginea
- Ophrys ferrum-equinum
- Ophrys flavicans
- Ophrys fuciflora
- Ophrys fusca
- Ophrys grafiana
- Ophrys grampinii
- Ophrys gumprechtii
- Ophrys heraultii
- Ophrys insectifera
- Ophrys isaura
- Ophrys joannae
- Ophrys kalteiseniana
- Ophrys kelleri
- Ophrys kojurensis
- Ophrys konyana
- Ophrys kopetdagensis
- Ophrys kotschyi
- Ophrys kreutzii
- Ophrys kulpensis
- Ophrys kurzeorum
- Ophrys lefevreana
- Ophrys lefkarensis
- Ophrys lepida
- Ophrys lievreae
- Ophrys lioniana
- Ophrys lithinensis
- Ophrys llenasii
- Ophrys loneuxiana
- Ophrys luizetii
- Ophrys lunulata
- Ophrys lupiae
- Ophrys lutea
- Ophrys lycia
- Ophrys macchiatii
- Ophrys maladroxiensis
- Ophrys manfredoniae
- Ophrys maremmae
- Ophrys marinaltae
- Ophrys marmarensis
- Ophrys mazzolana
- Ophrys methonensis
- Ophrys minuticauda
- Ophrys montis-angeli
- Ophrys moreana
- Ophrys mulierum
- Ophrys nelsonii
- Ophrys neoruppertii
- Ophrys notabilis
- Ophrys nouletii
- Ophrys oblita
- Ophrys olbiensis
- Ophrys omegaifera
- Ophrys onckelinxiae
- Ophrys ozantina
- Ophrys paphosiana
- Ophrys peltieri
- Ophrys personei
- Ophrys perspicua
- Ophrys pietzschii
- Ophrys piscinica
- Ophrys plorae
- Ophrys poisneliae
- Ophrys potentissima
- Ophrys pseudofusca
- Ophrys pseudomammosa
- Ophrys pseudoquadriloba
- Ophrys quintartiana
- Ophrys rainei
- Ophrys rasbachii
- Ophrys rauschertii
- Ophrys raynaudii
- Ophrys rechingeri
- Ophrys regis-minois
- Ophrys reinholdii
- Ophrys salvatoris
- Ophrys schulzei
- Ophrys scolopax
- Ophrys semibombyliflora
- Ophrys soller
- Ophrys sommieri
- Ophrys sorrentini
- Ophrys speculum
- Ophrys sphegodes
- Ophrys spuria
- Ophrys stefaniae
- Ophrys sundermanniana
- Ophrys tenthredinifera
- Ophrys torrensis
- Ophrys turiana
- Ophrys ulupinara
- Ophrys umbilicata
- Ophrys urteae
- Ophrys waldmanniana
- Ophrys vamvakiae
- Ophrys varvarae
- Ophrys vereeckeniana
- Ophrys vernonensis
- Ophrys vespertilio
- Ophrys vetula
- Ophrys viglioneorum
- Ophrys vogatsica
- Ophrys zagrica